# ECU
ECU (acronim al sintagmei din engleză European Currency Unit, în română Unitate Monetară Europeană) a fost unitatea de cont a Comunității Europene, apoi a Uniunii Europene, înainte de adoptarea numelui de euro, în Consiliul European de la Madrid din decembrie 1995. A fost o monedă de decontare utilizată ca instrument de plată între băncile centrale și ca unitate de cont a bugetului Comunității Europene, însă nu a fost valabil ca mijloc de plată legal. Codul său ISO 4217 era XEU, iar simbolul a fost ₠, care reprezintă literele C și E împletite, inițialele sintagmei Comunitatea Europeană, în mai multe limbi europene.    
ECU a fost înlocuit de euro la 1 ianuarie 1999, la un curs de schimb 1 ECU = 1 euro.

## Schimbarea denumirii
Deși numele ECU fusese, în mod explicit, indicat în Tratatul de la Maastricht ca denumire a viitoarei monede unice europene (vd. art. 109), acest nume a fost abandonat. Au fost invocate, în sprijinul renunțării la acest nume, mai multe probleme, unele de ordin „psiho-politic”, altele de natură tehnică:
- asemănarea prea mare cu écu, o veche monedă franceză, ceea ce i-ar fi favorizat pe francezi;
- pronunțarea în germană a sintagmei „ein ECU” (1 ECU) te făcea să te gândești la sensul sintagmei germane „eine Kuh”, care înseamnă „o vacă”;
- în măsura în care nu toate țările membre ale Sistemului Monetar European s-ar alătura zonei monedei unice, ar putea fi oportună păstrarea unei distincții între aceasta din urmă și ECU.

Un concurs european a fost lansat pentru desenarea monedelor ECU; totuși între  sfârșitul concursului și deliberarea juriului, numele euro fusese deja adoptat pentru desemnarea monedei unice europene.

## ECU, înaintașul monedei euro
La trecerea spre euro, la data de 1 ianuarie 1999, valoarea  acestei noi monede a fost fixată convențional la un ECU, dar euro nu este doar noul nume al ECU întrucât euro este o monedă reală, având curs și fiind materializată prin piese metalice și bancnote în timp ce ECU nu era decât un coș de monede (totuși, se puteau cumpăra cărți editate de Uniunea Europeană cu valoarea fixată în ECU). Mai mult, euro este, de la acea dată, moneda oficială unică a statelor europene din zona euro. În sfârșit, ECU, coș de monede, era constituit din toate monedele europene, între care lira sterlină, de exemplu, ceea ce nu este cazul cu moneda euro.
Pentru prima dată, stabilitatea monetară în Europa era definită în raport cu o referință internă, ECU, și nu externă, cum era altădată aurul sau dolarul.

## Ponderea monedelor în coșul valutar
| Monedă | 13.03.1979– 16.09.1984 | 17.09.1984– 21.09.1989 | 21.09.1989– 31.12.1998 |
| ------ | ---------------------- | ---------------------- | ---------------------- |
| BEF    | 9.64%                  | 8.57%                  | 8.18%                  |
| DEM    | 32.98%                 | 32.08%                 | 31.96%                 |
| DKK    | 3.06%                  | 2.69%                  | 2.65%                  |
| ESP    | –                      | –                      | 4.14%                  |
| FRF    | 19.83%                 | 19.06%                 | 20.32%                 |
| GBP    | 13.34%                 | 14.98%                 | 12.45%                 |
| GRD    | –                      | 1.31%                  | 0.44%                  |
| IEP    | 1.15%                  | 1.20%                  | 1.09%                  |
| ITL    | 9.49%                  | 9.98%                  | 7.84%                  |
| LUF    | –                      | –                      | 0.32%                  |
| NLG    | 10.51%                 | 10.13%                 | 9.98%                  |
| PTE    | –                      | –                      | 0.7%                   |